# Locomotiva kkStB 360
Le locomotive del gruppo 360 della kkStB erano un gruppo eterogeneo di locomotive a vapore con tender per servizio merci provenienti dal parco della Österreichische Nordwestbahn e della Süd-Norddeutsche Verbindungsbahn in conseguenza della statalizzazione delle ferrovie austriache.

## Storia
Nell'intento di innalzare la velocità dei treni merci fino a 60 km/h e contemporaneamente poter effettuare anche treni espressi la Österreichische Nordwestbahn (ÖNWB) aveva, nel 1901, ordinato alla Floridsdorf Lokomotivfabrik la fornitura di otto macchine compound (classificate ÖNWB XVIIb) e nel 1902 di quattro locomotive a vapore saturo (classificate ÖNWB XVIIa). Le macchine a doppia espansione si dimostrarono più prestanti e nel 1904 ne vennero ordinate altre quattro unità.
Altri tipi uscirono nel 1906 dalla fabbrica di locomotive StEG per la Süd-Norddeutsche Verbindungsbahn come SNDVB XVIId con numeri 286-288. La 286 era però una locomotiva a vapore saturo mentre le altre due avevano installato un surriscaldatore Gölsdorf.
Dopo la nazionalizzazione, nel 1909, la kkStB classificò le serie XVIIa e XVIIb come kkStB 360, rispettivamente con numeri 01-04 e 11-26, la XVIId 286 come 360.100 e le 287 e 288 come 360.500 e 501.
La 360.23 dopo la prima guerra mondiale divenne la FS 606.001, tutte le altre macchine divennero BBÖ 360.
La maggior parte di esse risultava già accantonata prima della seconda guerra mondiale; solo qualche unità raggiunse la fine degli anni cinquanta.

## Caratteristiche
Le locomotive erano a 2 cilindri, parte a semplice espansione parte invece a doppia espansione.
Le macchine erano simili, di rodiggio 1-3-0 con le tre ruote motrici, da 1.404 mm, accoppiate a biella e azionamento sull'asse centrale. Il carrello di guida anteriore "Adams" era da 1.009 mm. Il passo rigido era di 3.570 mm.
La caldaia differiva tra le varie serie ma era tarata, per tutte, a una pressione di esercizio di 13 bar. La velocità era di 60 km/h eccetto che per le compound che giungevano a 65 km/h.